# Jedlová (Berg)
Der Jedlová (deutsch Tannenberg, 774,2 m) ist der dritthöchste Berg des Lausitzer Gebirges. Typisch für Berge vulkanischen Ursprungs ist auch beim Tannenberg die gerade Kegelform. Der Gipfel samt Aussichtsturm ist aufgrund seiner exponierten Lage von weither sichtbar.

## Lage und Umgebung

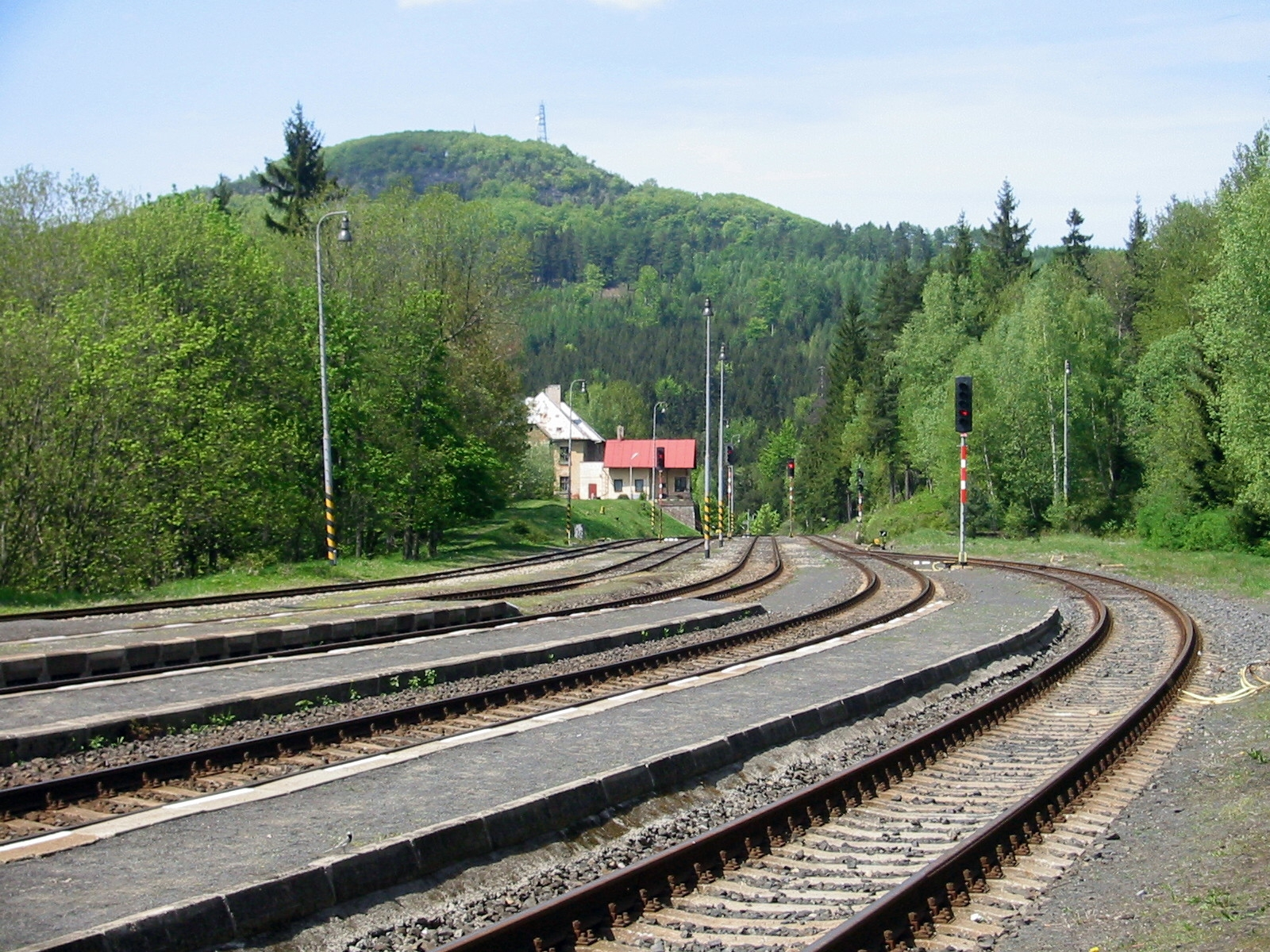
Bahnhof Jedlová mit Blick zum Berg Jedlová (2008)

Der Jedlová liegt dem Hauptkamm des Lausitzer Gebirges nördlich vorgelagert, ungefähr 8 km südwestlich von Varnsdorf (Warnsdorf) und 10 km nördlich von Nový Bor (Haida). Am Fuß des Berges befindet sich die Stadt Jiřetín pod Jedlovou (Georgenthal), direkt unter der Nordseite des Berges liegen die kleinen Orte Jedlová (Tannendorf), Rozhled (Tollenstein) und Lesné (Innozenzidorf). Bekannt ist die auf der östlichen Schulter des Berges gelegene Burgruine Tollenstein.

## Geschichte

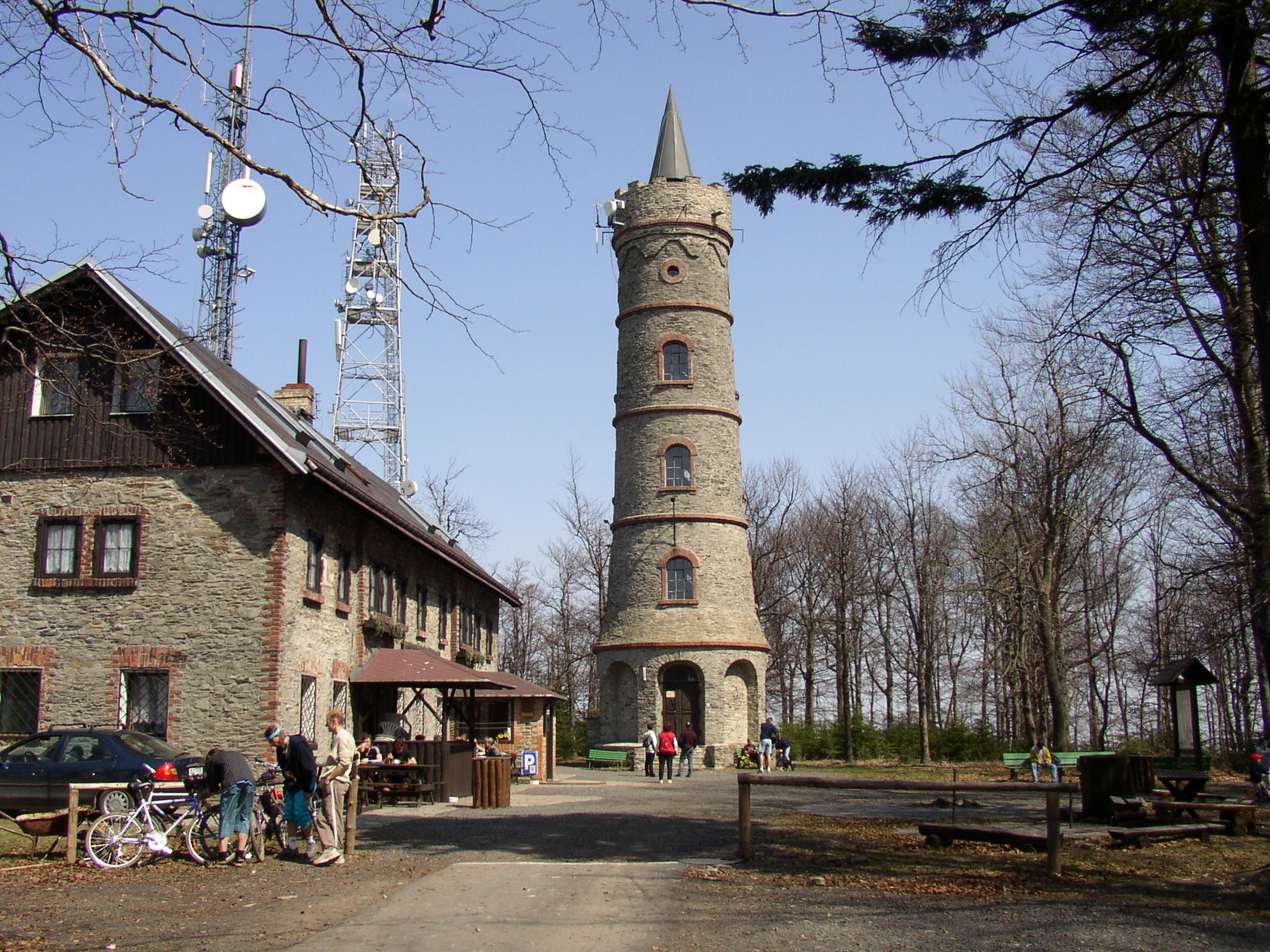
Aussichtsturm und Bergwirtschaft auf dem Gipfel (2003)

Im Jahr 1779 weilte Kaiser Joseph II. auf dem Tannenberg.
Mit dem Bau der Böhmischen Nordbahn in den Jahren 1866–1869 war der Berg Namensgeber für eine Station an seiner Bergschulter, die mitten in einem großen Waldgebiet als Verknüpfungspunkt zwischen den Strecken Bakow–Ebersbach und Bodenbach–Warnsdorf gebaut wurde.
Eine erste Schutzhütte entstand auf dem Berg im Jahre 1888 durch den Gebirgsverein für das nördlichste Böhmen, drei Jahre später entstand der noch heute vorhandene steinerne Aussichtsturm. Ferdinand von Kinsky ließ 1891 die noch heute bestehende Bergbaude errichten. 1905 wurde direkt auf dem Gipfel ein Gedenkstein zu Ehren von Friedrich Schiller errichtet, welcher auch heute noch existiert.
Nach der Ausweisung der deutschsprachigen Bevölkerung aus der Tschechoslowakei nach 1945 verfielen die Gebäude auf dem Berg. Der Aussichtsturm blieb in seiner Substanz zwar erhalten, war aber wegen fehlender Treppen nicht mehr besteigbar. Die Bergbaude wurde bis 1953 noch bewirtschaftet und verfiel dann. Ende der 1980er Jahre standen von dem Gebäude nur noch einige Mauerreste.
Der Aussichtsturm wurde nach der Samtenen Revolution ab Oktober 1992 mit finanziellen Mitteln der Gemeinde Jiřetín pod Jedlovou instand gesetzt und ist seit dem 3. Juli 1993 wieder zugängig. Wenig später begann auf den alten Grundmauern der Wiederaufbau des Berggasthauses, das am 25. August 1995 wieder öffnete.
Heute gehört der Jedlová wieder zu den bedeutendsten touristischen Zielen im Lausitzer Gebirge.

## Aussicht

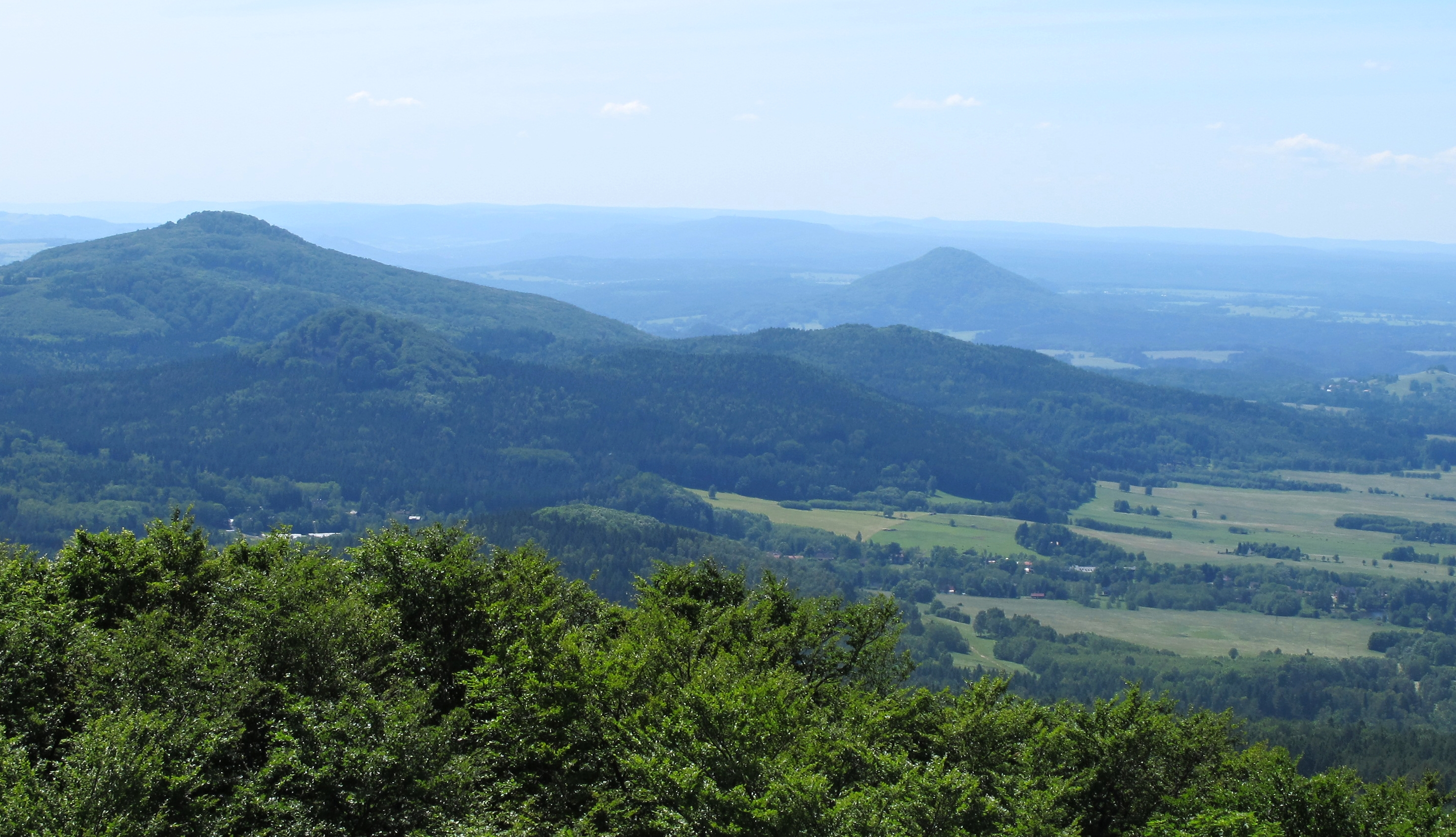
Aussicht

Der Jedlova hat eine der besten Rundsichten eines Lausitzer Berges. Die weitesten Blickpunkte sind (im Uhrzeigersinn) die Landeskrone (39 km), die Schneekoppe (85 km), Burg Trosky im Böhmischen Paradies (54 km), Burg Bezděz (41 km), Milešovka (55 km), Hoher Schneeberg (35 km), Königstein (41 km), Lilienstein (39 km) und Valtenberg (30 km).

## Wege zum Gipfel
- Von Norden: Ausgangspunkt ist die Gemeinde Jiřetín pod Jedlovou, von dort führt der Wanderweg über den Křížová hora (Kreuzberg) mit seinem Kalvarienberg zum Gipfel.
- Von Süden: Ausgangspunkt ist auch der mitten im Wald gelegene Bahnhof Jedlová, an der Bahnstrecke Děčín–Varnsdorf. Von dort führt die Route zunächst über den breiten Tolštejnská cesta, um dann auf steilem Pfad zum Gipfel hinaufzuführen.
- Am Berg kreuzen sich die Europäischen Fernwanderwege E3 vom Schwarzen Meer nach Spanien und E10 von der Ostsee zur Adria.